# Goianápolis
| Goianápolis                      | Goianápolis                                                                           |
| -------------------------------- | ------------------------------------------------------------------------------------- |
|                                  |                                                                                       |
| Wappen                           | Flagge                                                                                |
| Wappen von Goianápolis unbekannt | Flagge von Goianápolis unbekannt                                                      |
| Karte                            |                                                                                       |
|                                  |                                                                                       |
| Basisdaten                       |                                                                                       |
| Staat:                           | Brasilien (BRA)                                                                       |
| Verwaltungsgliederung:           | Mittelwesten                                                                          |
| Bundesstaat:                     | Goiás (GO)                                                                            |
| Mesoregion:                      | Zentral-Goiás                                                                         |
| Mikroregion:                     | Goiânia                                                                               |
| Metropolregion:                  | Metropolregion Goiânia                                                                |
| Geografische Lage:               | 16° 31′ S, 49° 1′ W                                                                   |
| Distanz zu Goiânia:              | 33 km                                                                                 |
| Angrenzende Gemeinden:           | Terezópolis de Goiás, Anápolis, Leopoldo de Bulhões, Bonfinópolis, Goiânia, Nerópolis |
| Zeitzone:                        | UTC-3 Sommer: UTC-2                                                                   |
| Höhe:                            | 915 m                                                                                 |
| Fläche:                          | 162,380 km²                                                                           |
| Einwohner:                       | 10.681                                                                                |
| Bevölkerungsdichte:              | 65,8 Einwohner / km²                                                                  |
| Telefonvorwahl:                  | +5562                                                                                 |
| Postleitzahl (CEP):              | 75170-000                                                                             |
| Adresse der Stadtverwaltung:     |                                                                                       |
| Offizielle Website:              | keine                                                                                 |
| E-Mail-Adresse:                  |                                                                                       |
| Jahrestag:                       | 14. November                                                                          |
| Gemeindegründung:                | 1958                                                                                  |
| Politik                          |                                                                                       |
| Bürgermeister:                   | Jeová Leite Cardoso (PP), 2009–2012                                                   |
| Vize-Bürgermeister:              |                                                                                       |

Goianápolis ist eine brasilianische politische Gemeinde und Kleinstadt im Bundesstaat Goiás in der Mesoregion Zentral-Goiás und in der Mikroregion Goiânia. Sie liegt südwestlich der brasilianischen Hauptstadt Brasília und nordöstlich von Goiânia, der Hauptstadt des Bundesstaates. Die Gemeinde gehört zur Metropolregion von Goiânia.

## Geographische Lage
Die Gemeinde grenzt an
- im Norden an die Gemeinde Terezópolis de Goiás
- im Nordosten an Anápolis
- im Osten Leopoldo de Bulhões
- im Südosten an Bonfinópolis
- im Südwesten an Goiânia und Nerópolis

## Persönlichkeiten
- Leandro e Leonardo